# Margaritaria nobilis
Espèce
Synonymes
Selon Tropicos (17 mai 2022)
- Cicca antillana A. Juss.
- Cicca antillana var. pedicellaris Griseb.
- Cicca pavoniana Baill.
- Cicca sinica Baill.
- Cicca surinamensis Miq.
- Margaritaria adelioides Rich. ex Baill.
- Margaritaria nobilis var. antillana Stehle & Quetin
- Phyllanthus antillanus (A. Juss.) Müll. Arg.
- Phyllanthus antillanus var. hypomalacus (Standl.) Lundell
- Phyllanthus antillanus var. pedicellaris Müll. Arg.
- Phyllanthus ibonensis Rusby
- Phyllanthus nobilis (L. f.) Müll. Arg.
- Phyllanthus nobilis var. antillanus Müll. Arg.
- Phyllanthus nobilis var. brasiliensis Müll. Arg.
- Phyllanthus nobilis var. guyanensis Müll. Arg.
- Phyllanthus nobilis var. hypomalacus Standl.
- Phyllanthus nobilis var. martii Müll. Arg.
- Phyllanthus nobilis var. panamensis Müll. Arg.
- Phyllanthus nobilis var. peruvianus Müll. Arg.
- Phyllanthus nobilis var. riedelianus Müll. Arg.
- Phyllanthus pseudonobilis Rusby
- Xylosma minutiflora J.F. Macbr.

Selon GBIF (17 mai 2022)
- Bradleia sinica Müll.Arg.
- Cicca antillana A.Juss.
- Cicca antillana var. pedicellaris Griseb.
- Cicca chinensis Baill.
- Cicca pavoniana Baill.
- Cicca sinica Baill.
- Cicca surinamensis Miq.
- Diasperus antillanus (A.Juss.) Kuntze
- Margaritaria adelioides Rich.
- Margaritaria adelioides Rich. ex Baill.
- Margaritaria alternifolia L.
- Margaritaria alternifolia infrasubsp. publ
- Margaritaria nobilis var. antillana (A.Juss.) Stehlé & Quentin
- Margaritaria nobilis var. hypomalaca (Standl.) Dugand
- Phyllanthus antillanus (A.Juss.) Müll.Arg.
- Phyllanthus antillanus var. concolor Müll.Arg.
- Phyllanthus antillanus var. hypomalacus (Standl.) Lundell
- Phyllanthus antillanus var. pedicellaris Müll.Arg.
- Phyllanthus heteromorphus Rusby
- Phyllanthus nobilis (L.f.) Müll.Arg.
- Phyllanthus nobilis var. antillanus (A.Juss.) Müll.Arg.
- Phyllanthus nobilis var. brasiliensis Müll.Arg.
- Phyllanthus nobilis var. genuinus Müll.Arg
- Phyllanthus nobilis var. guyanensis Müll.Arg.
- Phyllanthus nobilis var. hypomalacus Standl.
- Phyllanthus nobilis var. martii Müll.Arg.
- Phyllanthus nobilis var. panamensis Müll.Arg.
- Phyllanthus nobilis var. pavonianus (Baill.) Müll.Arg.
- Phyllanthus nobilis var. peruvianus Müll.Arg.
- Phyllanthus nobilis var. riedelianus Müll.Arg.
- Phyllanthus sinicus Müll.Arg.

Margaritaria nobilis est une espèce de plantes à fleurs de la famille des Phyllanthaceae (anciennement des Euphorbiaceae).
C'est un petit arbre trouvé en Amérique. On le connaît sous les noms de Ojo de grulla au Venezuela, Boesi kofi tiki au Suriname.

## Description
Margaritaria nobilis est un arbustes semi-caduques, ou de petits arbres de sous-bois, haut de 5–12(14) m, avec de petits rameaux glabres lenticellées blanchâtres.
Les feuilles sont longues de 6-13(14) cm pour 2,5-5 cm de larges, de forme elliptique ou lancéolée elliptique, acuminées ou cuspidées-acuminées, à base aiguë, subaiguë, ou décurente sur les pétioles, fermement membraneuses à chartacées, glabres, à marges entières.
Les pétioles sont longs de 3 à 8 mm, canaliculés.
On compte 8-12(14) nervures latérales, arquées, indistinctement bouclées, de part et d'autre de la nervure médiane.
Les fleurs sont dioïques :
Les fleurs mâles sont en panicules fasciculés longs de 5-15 mm, longuement pédicellées (3 à 5 mm), à 4 sépales arrondis ou elliptiques, à disque annulaire charnu adhérent aux sépales, et à 4 étamines, libres.
Les fleurs femelles sont solitaires ou groupées par 2 à 4 à l'aisselle des feuilles, portent un pédicelle épais, longs de 10-15 mm, le même calice (les sépales un peu plus étroits) et le même disque chez les fleurs mâles, avec un ovaire à 4-5 loges et 4-5 styles épais, longs de 2-3 mm, unis connés à la base et courtement bifides à l'apex, réfléchis.
Le fruit est une capsule verte, glabre, mesurant environ 8 x 10(13) mm, à 4-5 lobes, de forme subglobuleuse, à péricarpe d'abord charnu, puis déhiscent en se desséchant, et à styles persistants, étalés.
Les pédicelles fructifères sont longs de 2-10(15) mm.
Les graines sont trigones, complainées, recouvertes d'un fin tégument externe charnu, de couleur vert olive à  bleu métallisé foncé, longues de près de 3 mm,,,.

## Répartition
Margaritaria nobilis est présent dans plusieurs zones et pays d'Amérique latine :
- Mexique
- Argentine
- Amérique centrale
- Antilles
- Colombie
- Venezuela (Delta Amacuro, Bolívar, Amazonas)
- Guyana
- Suriname
- Guyane
- Équateur
- Pérou
- Brésil
- Bolivie
- Paraguay

## Écologie
Margaritaria nobilis pousse dans les forêts sempervirentes ou semi-caduques de plaine à basse montagne, et les forêts riveraines, depuis le niveau de la mer jusqu'à 900 m d'altitude au Venezuela.
Margaritaria nobilis pousse dans les zones perturbées, et fructifie en janvier, février, mars, août en Guyane.
La couleur bleu-vert métallisé des graines de Margaritaria nobilis n'est pas liée à un quelconque pigment, mais est une  iridescence (couleur physique) liée à la structure hélicoïdale de la paroi cellulosique des cellules du péricarpe.
Les graines de Margaritaria nobilis présentent deux phases de dispersion : l'autochorie puis l'ornithochorie (au lieu de la myrmécochorie comme les autres espèces de la famille). Les graines couvertes d'une coque bleu métallisé attirent les oiseaux.
Dans l'État de São Paulo (Brésil), le Merle leucomèle (Turdus leucomelas) est le seul oiseau à avaler les graines directement sur l'arbre.
Le Gros bec fuligineux (Pitylus fuliginosus) et la Pione de Maximilien (Pionus maximiliani) consomment la pulpe et laissant tomber les graines sous l'arbre.
Au sol, les diaspores bleues sont consommées par le Geai acahé Cyanocorax chrysops, la Pénélope péoa (Penelope superciliaris), la Colombe rouviolette (Geotrygon montana) et les pécaris à collier (Pecari tajacu).
Ces graines présentent des caractéristiques de « fruits mimétiques » imitant des fruits charnus ornithochores : présence d'un endocarpe peu nutritif, couleurs vives, longue dormance, protection par des métabolites secondaires.

## Usages
Margaritaria nobilis contient un alcaloïde (phyllanthidine) qui présente des effets intéressants sur Leishmania amazonensis (L.).